# Глибоке буріння
Глибоке буріння (англ. deep drilling, нім. Tiefbohren n) — спорудження свердловин в земній корі в інтервалі глибин 4500-6000 м (понад 6000 м — надглибоке буріння), що відображає досягнутий рівень техніки і технології XX ст.
Глибоке буріння характеризується більш високими температурами (іноді понад 200 °C) і тиском (гірським, пластовим і поровим), наявністю зон аномального тиску, гідророзривом порід, нафтогазоводопроявами. B цих умовах можуть виникати різні ускладнення: поглинання бурового розчину, прихвати бурильних труб, аномально високі гідравлічні опори в затрубному просторі, осипи, каверно- і жолобоутворення тощо.
Цей вид буріння здійснюється буровими установками вантажопідйомністю 200—250 т, які включають 2-3 насоси з тиском нагнітання 25-32 МПа і гідравлічною потужністю 500—900 кВт. При глибокому бурінні застосовують обертальний (в основному роторний, рідше вибійні двигуни) спосіб буріння.